# 第8回NHK紅白歌合戦
『第8回NHK紅白歌合戦』（だいはっかいエヌエイチケイこうはくうたがっせん）は、1957年（昭和32年）12月31日に東京宝塚劇場で行われた、通算8回目のNHK紅白歌合戦。21時05分 - 23時30分にNHKで生放送された。

## 出演者

### 司会者
- 紅組司会：水の江瀧子 - 女優。『ジェスチャー』紅組キャプテン。
- 白組司会：高橋圭三 - NHKアナウンサー
- 総合司会：石井鐘三郎 - NHKアナウンサー
- ラジオ・テレビ実況：北出清五郎 - NHKアナウンサー

水の江は4年ぶりの司会復帰、前回と同じく高橋（5年連続）とのコンビとなった。

### 出場歌手
紅組、      白組、      初出場、      返り咲き。
| 曲順 | 組 | 歌手名             | 回 | 曲目                                 |
| ---- | -- | ------------------ | -- | ------------------------------------ |
| 1    | 紅 | 楠トシエ           | 初 | お花どん                             |
| 2    | 白 | 曾根史郎           | 2  | 看板娘の花子さん                     |
| 3    | 紅 | 久慈あさみ         | 2  | デッカメン・ソロ                     |
| 4    | 白 | 若山彰             | 初 | 喜びも悲しみも幾歳月                 |
| 5    | 紅 | 松山恵子           | 初 | 未練の波止場                         |
| 6    | 白 | 三船浩             | 初 | 男のブルース                         |
| 7    | 紅 | 藤沢嵐子           | 初 | さらば草原よ                         |
| 8    | 白 | 笈田敏夫           | 5  | アレキサンダーズ・ラグタイム・バンド |
| 9    | 紅 | 暁テル子           | 4  | やさしい婦警さん                     |
| 10   | 白 | 白根一男           | 初 | 面影いずこ                           |
| 11   | 紅 | 淡谷のり子         | 4  | 雨の東京                             |
| 12   | 白 | 伊藤久男           | 6  | 宵待草の唄                           |
| 13   | 紅 | 朝丘雪路           | 初 | 星はながれる                         |
| 14   | 白 | 若原一郎           | 2  | 丘にのぼりて                         |
| 15   | 紅 | 江利チエミ         | 5  | ヤムミー・ヤムミー                   |
| 16   | 白 | 芦野宏             | 3  | メケ・メケ                           |
| 17   | 紅 | 菊池章子           | 6  | 私はそよ風                           |
| 18   | 白 | 小畑実             | 3  | 高原の駅よさようなら                 |
| 19   | 紅 | 大津美子           | 2  | 東京は恋人                           |
| 20   | 白 | フランク永井       | 初 | 東京午前三時                         |
| 21   | 紅 | 池真理子           | 6  | 黒と白のニンバ                       |
| 22   | 白 | 三浦洸一           | 2  | あゝダムの町                         |
| 23   | 紅 | 二葉あき子         | 8  | 夜霧降る空の港                       |
| 24   | 白 | 林伊佐緒           | 7  | そっとこのまゝ                       |
| 25   | 白 | 青木光一           | 初 | 二代目船長さん                       |
| 26   | 紅 | 鈴木三重子         | 2  | 坊や船頭さん                         |
| 27   | 白 | 津村謙             | 7  | 流転わらべ唄                         |
| 28   | 紅 | 奈良光枝           | 6  | 白樺の宿                             |
| 29   | 白 | 小坂一也           | 2  | 青春サイクリング                     |
| 30   | 紅 | 浜村美智子         | 初 | 監獄ロック                           |
| 31   | 白 | 近江俊郎           | 6  | 坊ちゃん青空を行く                   |
| 32   | 紅 | 松島詩子           | 7  | 星座仰いで                           |
| 33   | 白 | 高英男             | 4  | ブン                                 |
| 34   | 紅 | 中原美紗緒         | 2  | ジェルソミーナ                       |
| 35   | 白 | 藤山一郎           | 8  | ブンガワン・ソロ                     |
| 36   | 紅 | 渡辺はま子         | 6  | 夜来香                               |
| 37   | 白 | 藤島桓夫           | 2  | お月さん今晩は                       |
| 38   | 紅 | コロムビア・ローズ | 2  | どうせ拾った恋だもの                 |
| 39   | 白 | ジェームズ繁田     | 初 | 魅惑のワルツ                         |
| 40   | 紅 | 雪村いづみ         | 2  | ビー・バップ・ア・ルーラ             |
| 41   | 白 | 旗照夫             | 2  | 八十日間世界一周                     |
| 42   | 紅 | ペギー葉山         | 4  | シャンテ・シャンテ                   |
| 43   | 白 | 春日八郎           | 3  | 母の便り                             |
| 44   | 紅 | 島倉千代子         | 初 | 逢いたいなァあの人に                 |
| 45   | 白 | 灰田勝彦           | 5  | 野球小僧                             |
| 46   | 紅 | 越路吹雪           | 3  | 愛の涙                               |
| 47   | 白 | 高田浩吉           | 初 | うかれ駕籠                           |
| 48   | 紅 | 宮城まり子         | 4  | 納豆うりの唄                         |
| 49   | 白 | 三橋美智也         | 2  | りんご花咲く故郷へ                   |
| 50   | 紅 | 美空ひばり         | 2  | 長崎の蝶々さん                       |

- 前回の出場歌手の中より不選出となった歌手は以下。
  - 紅組:赤坂小梅・荒井恵子・生田恵子・笠置シヅ子・小唄勝太郎・菅原都々子・宝とも子・照菊・西村つた江・吉岡妙子
  - 白組:宇都美清・岡本敦郎・霧島昇・東海林太郎・鈴木正夫・瀬川伸・ディック・ミネ・真木不二夫・山形英夫

### 審査員
- 吉川義雄 - NHK芸能局長・審査委員長
- 田中角栄 - 郵政大臣
- 菊田一夫 - 劇作家
- 若乃花勝治 - 大相撲・大関
- 金田正一 - 国鉄スワローズ投手
- 奥むめお - 婦人運動家・政治家
- 森田たま - エッセイスト
- 細川ちか子 - 女優
- 近藤百合子 - デザイナー
- ほか視聴者代表2名

### 演奏
- 東京放送管弦楽団（指揮:岡村雅雄、前田磯）
- NHKオール・スターズ（指揮:奥田宗宏）
- 合唱:東京放送合唱団

### 応援ゲスト
- 石原裕次郎
- 津川雅彦
- フランキー堺
- 大江美智子

## 当日のステージ・エピソード
- 水の江は同時期足に火傷を負っており、当初はオファーを断っていたが、番組側からの「どうしても」との要請に折れた。本番では、舞台袖に専用の椅子を持ち込んでいた[1]。
- 小畑実はこの出場を最後に一旦引退している（後に復帰）。
- この年「バナナ・ボート・ソング」が大ヒットした浜村美智子はエルヴィス・プレスリーの「監獄ロック」を歌唱。これは「バナナ・ボート・ソング」には男性コーラスが必須だったため。当時はコーラスといえども紅組に男性コーラスをつけることができなかった。
- コロムビア・ローズはラジオ東京から掛け持ちで駆け付けたが、タクシーの運転手がトランクに鍵をかけたまま離れたために衣装を取り出せなくなり、時間が迫って鍵を壊そうとしたところで運転手が戻ってきた事なきを得たという[2]。
- ハリウッド映画『ダイ・ハード』（ジョセフ・ヨシノブ・タカギ役）などで知られるジェームズ繁田が来日して、歌手として初出場している。
- 本番直前に水の江と同席していた石原裕次郎が、水の江の誘いで雪村いづみの歌唱前に飛び入りで応援出演。多くのヒット曲を世に出した石原は歌手として紅白で歌唱することはなく、紅白出演はこの1回のみであった。
- 島倉千代子が初出場。本番中、島倉は緊張のあまり出番前に帰ろうとし、スタッフに止められたという[3]。後に島倉は、紅組歌手として最多の35回出場を達成する[注釈 1]。
- 過去2年裏番組「オールスター歌合戦」に出演していた美空ひばりが3年ぶりに復帰、弱冠20歳でいきなり大トリをつとめる。白組トリもデビュー4年目の三橋美智也で、ともに出場2回同士の対決となり、戦後デビューの若手人気歌手が積極的にトリに抜擢される端緒となった[2]。
- 7対4で紅組の勝利（通算4勝4敗）。
- ラジオとテレビで同時中継されたが、VTRがなかったためテレビ映像は現存していない。ラジオ中継の音声（全編）が現存する。
- 今回使用したマイクロホンは、司会者・歌手用共にRCA-77DX。

## 後日譚
- 2004年にNHKラジオ第1で放送された特集番組内で、現存するラジオ中継の音声のうち、3人の出場歌手たちの歌の音声が紹介された。紹介された歌手たちは以下の通り（当時の歌唱順）。
  - 紅組 … 雪村いづみ、美空ひばり
  - 白組 … 小畑実